# Сан Пјетро (Катанцаро)
Сан Пјетро је насеље у Италији у округу Катанцаро, региону Калабрија.
Према процени из 2011. у насељу је живело 395 становника. Насеље се налази на надморској висини од 456 м.